# Comté de Minnehaha
Pour les articles homonymes, voir Minnehaha.
Le comté de Minnehaha est un comté situé dans l'État du Dakota du Sud, aux États-Unis. En 2010, sa population est de 169 468 habitants. Son siège est Sioux Falls.

## Histoire
Créé en 1862, le comté doit son nom à un mot sioux faisant référence aux chutes d'eau d'une rivière. Dans le comté, on trouve en effet les chutes de la Big Sioux, qui ont également donné leur nom à Sioux Falls.

## Démographie
Selon l'American Community Survey, en 2010, 91,12 % de la population âgée de plus de 5 ans déclare parler l'anglais à la maison, 3,67 % l'espagnol, 0,68 % l'allemand et 4,53 % une autre langue.
| 1870 | 1880  | 1890   | 1900   | 1910   | 1920   |
| ---- | ----- | ------ | ------ | ------ | ------ |
| 355  | 8 251 | 21 879 | 23 926 | 29 631 | 42 490 |

| 1930   | 1940   | 1950   | 1960   | 1970   | 1980    |
| ------ | ------ | ------ | ------ | ------ | ------- |
| 50 872 | 57 697 | 70 910 | 86 575 | 95 209 | 109 435 |

| 1990    | 2000    | 2010    | - | - | - |
| ------- | ------- | ------- | - | - | - |
| 123 809 | 148 281 | 169 468 | - | - | - |

## Villes du comté
Le comté de Minnehaha est constitué des villes suivantes, classées par ordre décroissant de population :
|    | Ville          | Population (2010) |
| -- | -------------- | ----------------- |
| 1  | Sioux Falls    | 153 888           |
| 2  | Brandon        | 8 785             |
| 3  | Dell Rapids    | 3 633             |
| 4  | Hartford       | 2 534             |
| 5  | Crooks         | 1 264             |
| 6  | Garretson      | 1 166             |
| 7  | Baltic         | 1 089             |
| 8  | Valley Springs | 759               |
| 9  | Colton         | 687               |
| 10 | Humboldt       | 589               |
| 11 | Sherman        | 78                |